# Lloyd Andrews
Lloyd Thomas Andrews (* 4. November 1894 in Tillsonburg, Ontario; † 1974) war ein kanadischer Eishockeyspieler, der in seiner aktiven Zeit von 1921 bis 1934 unter anderem für die Toronto St. Patricks in der National Hockey League gespielt hat.

## Karriere
Lloyd Andrews begann seine Karriere als Eishockeyspieler bei den Toronto St. Patricks, für die er in der Saison 1921/22 sein Debüt in der National Hockey League gab. Mit dem Team aus Ontario gewann der Angreifer auf Anhieb den prestigeträchtigen Stanley Cup, wobei er in der Finalrunde um den Pokal in fünf Spielen zwei Tore erzielte. In Toronto, für das er bis 1925 aktiv war, kam der Linksschütze nur selten zum Einsatz, so dass er in vier Jahren nur etwas mehr als 50 Spiele bestritt. Nach einem Jahr Pause schloss er sich 1926 den New Haven Eagles aus der Canadian-American Hockey League an, für die er zwei Jahre lang auf dem Eis stand, ehe er weitere vier Jahre bei deren Ligarivalen Philadelphia Arrows verbrachte.
Die Saison 1932/33 begann Andrews bei den St. Paul Greyhounds aus der Central Hockey League, ehe er einen Vertrag bei deren Ligarivalen Hibbing Maroons (später Hibbing Miners) erhielt. Bei diesen beendete der Kanadier nach ihrer Auflösung im Anschluss an die Saison 1933/34 seine Karriere.

## Erfolge und Auszeichnungen
- 1922 Stanley-Cup-Gewinn mit den Toronto St. Patricks